# Skita i det blå skåpet
Att skita i det blå skåpet är ett svenskt idiomatiskt uttryck med betydelsen att göra bort sig eller att gå för långt.
Uttrycket har gjorts känt genom filmen Göta kanal från 1981 när Janne Loffe Carlsson säger "nu har dom skitit i det blå skåpet, nu är det krig!" då han upptäcker att båten Carina blivit av med en propeller. Han använde samma replik på film många år tidigare, i filmen "47:an Löken blåser på" från 1972. Janne Carlssons rollfigur 69:an säger detta till furir Fransson, när denne av misstag har låst in en polsk officer i arresten.
Janne Carlsson har berättat att han hämtat uttrycket av sin far, plåtslagarmästaren Carlsson i Eskilstuna. Fadern använde sig ofta av uttrycket när den unge Janne betett sig illa.
Möjligen kommer uttrycket från de finskåp där fina linnen, silverbestick och glas förvarades. Dessa skåp var oftast blåmålade efter att färgämnet Berlinerblått började massframställas vid 1800-talets inledning och allmogen fick råd att måla med blått. Blått ansågs, kanske på grund av nyhetens behag, vara lite finare än de tidigare så vanliga färgerna rödbrunt och ockra. Skulle någon få för sig att nyttja detta skåp som pottskåp skulle man verkligen ha gjort bort sig och gått för långt.